# HVB Wiest + Schürmann
Die Firma HVB Wiest + Schürmann Verkehrsbetriebsgesellschaft mbH mit Sitz in Hechingen ist als Busunternehmen im Linienverkehr und im Bereich Mietbus tätig.

## Historie
Johann Wiest gründete 1928 ein regionales Transport- und Taxiunternehmen in Hechingen. In den 1930er Jahren erweiterte dessen Sohn Friedrich Wiest das Geschäftsfeld auf die Personenbeförderung aus und verlegte das Unternehmen von der Löwenstraße in die Heiligkreuzstraße. Während des Zweiten Weltkriegs fiel der damalige Firmenchef Friedrich Wiest an der Front. Seine Frau Selma führte das Geschäft weiter, jedoch zog die Wehrmacht nach und nach alle Fahrzeuge für Kriegszwecke ein. Der Familie gelang es, einen Bus im eigenen Garten zu verstecken. Dieser bildete das Startkapital in der Nachkriegszeit. 1948 heiratete Selma Wiest den Starkstromanlagen-Fachmann Wilhelm Schürmann. Zu Beginn wurden LKW-Transporte angeboten.
Eine erste Stadtverkehrslinie wurde in Hechingen eingeführt, des Weiteren wurden erste Reisen über die Alpen nach Italien organisiert. Der Fuhrpark umfasste 1957 zwölf Fahrzeuge. Anfangs mit einer Mercedes-Flotte begann 1958 eine Neoplan-Tradition, welche lange fortgeführt wurde durch die stetige Erneuerung des Fuhrparks. Das Unternehmen betreibt seit 1972 mit einem Niederflurbus die Hechinger Stadtverkehrslinien 1a und 1b.
1974 wurde durch Mittel eines staatlichen Förderprogramms im damals neu erschlossenen Gewerbegebiet Etzental ein neuer Sitz mit Betriebshof errichtet. Im selben Jahr erfolgte der Namenszusatz Hechinger Verkehrsbetriebsgesellschaft (HVB). Der Fuhrpark wurde bald um Gelenkbusse von damals ungewohnter Größe erweitert. Am Hechinger Marktplatz eröffnete 1978 das Reisebüro Wiest + Schürmann. Die damaligen Firmenchefs engagierten sich bereits früh in den Busunternehmerverbänden, was dazu führte, dass in den 1980er-Jahren zwei der zehn Neoplan Ü80-Prototypen vom HVB in Hechingen getestet wurden. Die beiden Fahrzeuge wurden vom damaligen Bundesforschungsminister Andreas von Bülow eingeweiht.
1989 kaufte das Unternehmen erstmals Reisebusse des Typs BOVA Futura, die mit ihrem zukunftsweisenden Design über viele Jahre das Bild der Reisebusflotte von HVB Wiest + Schürmann prägten.
- 1990 wurde das Reisebüro am Marktplatz geschlossen.
- 1999 übernahm der HVB die Stadtverkehr GmbH in Villingen-Schwenningen.
- 2008 wurde das Omnibusunternehmen Rau + Munzinger aus Sulgen übernommen, welches nach knapp sechs Jahren wieder veräußert wurde
- 2018 erhielt die HVB Wiest+Schürmann einen Linienzuschlag für die Region Tübingen-Gomaringen.
- Im September 2019 übernahm das Unternehmen die Rottweiler ÖPNV Unternehmen Stadtbus Rottweil, Omnibus Fischinger und City Taxi.[2]